# Frank Charles McGee
Frank Charles McGee PC (* 3. März 1926 in Ottawa, Ontario; † 4. April 1999) war ein kanadischer Unternehmer und Politiker der Progressiv-konservativen Partei Kanadas, der fünf Jahre lang Abgeordneter des Unterhauses sowie kurzzeitig Minister war.

## Leben
McGee stammte aus einer politisch aktiven Familie: Sein Großonkel Thomas D’Arcy McGee (1825–1868) war zwischen 1867 und seinem Tod Abgeordneter des Unterhauses, während sein Großvater Charles Arthur McCool (1853–1926) von 1900 bis 1908 Abgeordneter des Unterhauses war. Er selbst leistete nach dem Schulbesuch während des Zweiten Weltkrieges zwischen 1943 und 1945 Militärdienst bei der Royal Canadian Air Force. Nach Kriegsende war er als Unternehmer tätig.
Bei der Unterhauswahl vom 10. Juni 1957 wurde McGee als Kandidat der Progressiv-konservativen Partei im Wahlkreis York-Scarborough erstmals als Abgeordneter in das Unterhaus gewählt und gehörte diesem bis zu seiner Niederlage bei der Unterhauswahl am 8. April 1963 an.
McGee fungierte vom 17. August 1962 bis zum 6. Februar 1963 als Parlamentarischer Sekretär beim Minister für Staatsbürgerschaft und Einwanderung Richard Albert Bell. Am 18. März 1963 wurde er von Premierminister John Diefenbaker zum Minister ohne Geschäftsbereich in das 18. kanadische Kabinett berufen und bekleidete dieses Amt bis zum Ende von Diefenbakers Amtszeit am 21. April 1963.
Bei der Wahl vom 8. November 1965 bewarb er sich abermals im Wahlkreis York-Scarborough erneut um ein Abgeordnetenmandat, unterlag aber wiederum dem Kandidaten der Liberalen Partei, Robert Stanbury. Während Stanbury 58.501 Wählerstimmen bekam, entfielen auf McGee lediglich 54.659 Stimmen.
McGee bewarb sich schließlich bei der Unterhauswahl vom 30. Oktober 1972 erneut um den Wiedereinzug in das Unterhaus, verpasste aber mit nur vier Stimmen denkbar knapp das Abgeordnetenmandat im Wahlkreis Ontario den Wahlkreisinhaber der Liberalen Partei, Norman Cafik, auf den 16.328 Stimmen entfielen, während McGee 16.324 Stimmen auf sich vereinigen konnte.
McGee war mit einer Tochter von Grattan O’Leary (1888–1976) verheiratet, der von 1962 bis zu seinem Tod 1976 Mitglied des Senats für Ontario war.